# Falkenstein, Lower Austria
Falkenstein là một thị xã thuộc huyện Mistelbach trong bang Niederösterreich.